# Monhystrella iranica
Monhystrella iranica is een rondwormensoort uit de familie van de Monhysteridae. De wetenschappelijke naam van de soort is voor het eerst geldig gepubliceerd in 1965 door Schiemer.